# توم دروري
توم دروري (بالإنجليزية: Tom Drury)‏‏ (1956 في آيوا - ) صحفي، وروائي، وكاتب من الولايات المتحدة.

## الجوائز
- زمالة غوغنهايم

## روابط خارجية
- توم دروري على موقع IMDb (الإنجليزية)
- توم دروري على موقع مونزينجر (الألمانية)